# Narita (město)
Narita (japonsky 成田市 Narita-ši) je město v prefektuře Čiba v Japonsku. K roku 2018 v něm žilo přes 132 tisíc obyvatel.

## Poloha a doprava
Narita leží na řece Tone u severního okraje prefektury Čiba v oblasti Kantó. Na severu hraničí s prefekturou Ibaraki. Leží východně od Tokia, severovýchodně od Čiby a západně od Čóši.
Na území Narity leží letiště Narita – dříve hlavní japonské mezinárodní letiště, po dokončení letiště Haneda odsunuté na druhé místo. Slouží širšímu okolí, mj. celému Velkému Tokiu. S centrem Tokia přitom spojuje Naritu dálnice Higaši-Kantó a také železniční trať Čóši – Tokio, na které provozuje vlaky Východojaponská železniční společnost.

## Partnerská města
- Čongup, Jižní Korea (29. leden 2002)
- Foxton, Nový Zéland (1. leden 1995)

- Inčchon, Jižní Korea (21. září 1998)
- Næstved, Dánsko (14. březen 2003)
- San Bruno, Kalifornie, Spojené státy americké (6. říjen 1990)

- Sien-jang, Čína (14. září 1988)